# Халвдан Бялата кост
Халвдан Бялата кост (на старонорвежки: Hálfdan hvítbeinn) е полулегендарен конунг от династията Инглинги, живял в първата половина на 8 век. Подвизите му са описани доста подробно в Сага за Инглингите на Снори Стурлусон.
Халвдан Бялата кост бил син на Олаф Дървосекача и на Сьолвейг, дъщерята на Халвдан Златния зъб, конунга на Солейяр (историческа област в Норвегия, част от Хедмарк). Според обичая от онова време било прието децата да се дават за възпитание на трети лица, затова Халвдан бил отгледан от своя вуйчо Сьолви в родовото имение на майка му в Солейяр. В онези години настанал глад поради слаба реколта и хората решили, че за това е виновен техният конунг Олаф Дървосекача. Съгласно вярванията на викингите в подобни случаи било необходимо да се принесе особено скъпа човешка жертва, за да измолят от боговете благополучие, и поради тази причина Олаф Дървосекача бил обкръжен в неговия дом и изгорен. След това много хора се отправили към Солейяр, където убили и Сьолви, и провъзгласили за конунг младия Халвдан. Халвдан не се забавил да подчини Солейяр, а така също и Румерике. Според изследователя А. А. Хлевов тези събития станали ок. 750 г.
Халвдан бил войнствен крал и успял да покори впоследствие Тотн и Хадаланд (исторически области в Оплан), голяма част от Вестфол, а след смъртта на неговия брат Ингялд, който дотогава управлявал Вермаланд, Халвдан наследил и тази територия.
Халвдан се оженил за Аса Ейстейнсдотир, дъщерята на конунга на Оплан Ейнстейн Суровия. Имали двама сина - Гюдрьод и Ейстейн Халвдансон.
Халвдан Бялата кост доживял до старост и бил погребан в могила в Скирингсал (в областта Вестфол).